# Riviere Williams
Riviere Haldor Williams (ur. 28 kwietnia 1982 w Bridgetown) – barbadoski piłkarz występujący na pozycji napastnika.
W barwach Sligo Rovers rozegrał 22 spotkania i zdobył pięć bramek w Ireland First Division.
Jako zawodnik BDSFP zdobył mistrzostwo Barbadosu w 2007. Osiągnięcie to powtórzył dwukrotnie z zespołem Weymouth Wales FC (2017, 2018), z którym dwa razy zwyciężył również w rozgrywkach Pucharu Barbadosu (2016, 2017).
W latach 2003–2011 występował w reprezentacji Barbadosu.